# 濠城镇
濠城镇，是中华人民共和国安徽省蚌埠市固镇县下辖的一个乡镇级行政单位。 区域面积78.78平方千米。

## 行政区划
濠城镇下辖以下地区：
垓下社区、马田村、湖东村、华巷村、董艾村、李甘村、丁楼村、刘祠村、邢圩村、小程村和东荀村。